# Светодиодная нить
Светодиодная нить (англ. LED filament) — светоизлучающий элемент светодиодной лампы, имитирующий нить накала лампы накаливания. Светодиодные нити в лампочке закрепляются прямо на токоподводящих электродах, которые в свою очередь впаяны в стеклянный изолятор, аналогично лампе накаливания. Чаще всего такие лампы со светодиодными нитями имеют стандартные цоколи и используются в светильниках, предназначенных для стандартных сменных ламп.

## История возникновения
Впервые лампы с использованием светодиодных нитей были изготовлены в 2008 году Японской компанией Ushio Lighting  для имитации традиционных ламп накаливания. В дальнейшем многие производители светодиодных ламп начали производство сменных ламп со светодиодными нитями различной конфигурации, мощности и с различными типами цоколя.

## Конструкция светодиодной нити
Светодиодные нити изготавливаются по технологии чип-на-стекле (Chip-on-glass или COG). На прозрачной подложке из стекла или сапфирового стекла располагают несколько (обычно 28) синих светодиодов, соединённых последовательно. Сверху нить покрыта люминофором. Поскольку светодиоды в нити включены последовательно, питается такая нить высоким напряжением. Так, две нити в лампе, включенные последовательно, питаются напряжением, близким к напряжению питающей сети, что снижает требования и повышает эффективность преобразователя питания.
Чтобы цвет свечения светодиодной нити стал максимально похож на излучение лампы накаливания, производители комбинируют люминофоры и светофильтры — это позволяет получать любую цветовую температуру испускаемого света.

## Филаментные светодиодные лампы
В отличие от обычной светодиодной лампы, в которой матрица с корпусными светодиодами громоздкая, закреплена на поверхности теплоотвода и излучает свет только в одном направлении, светодиодная нить излучает свет более широко за счет рассеивания света стеклянным покрытием, также использованием различного взаимного расположения нитей в лампе. Светодиодные нити обладают бо́льшим КПД, чем SMD-светодиоды, что позволяет не использовать радиаторы охлаждения. Нитевые лампы имеют хороший коэффициент цветопередачи (CRi>80), но в то же время к недостаткам можно отнести плохую переносимость вибраций.
К недостаткам относится и то, что нитевые светодиодные лампы редко бывают большой мощности, как правило, она составляет 4‒7 Вт, что обусловлено необходимостью обеспечения номинального теплового режима работы с учетом физических ограничений по типоразмеру цоколя и колбы лампы. 
- В лампе отсутствует радиатор для рассеивания тепла
- Диагональное расположение нитей в лампе для равномерного рассеивания света
- Принципиальная электрическая схема контроллера лампы
- Контроллер лампы, расположенный в цоколе E14

- Декоративная филаментная лампа
- Филаментная лампа с цоколем E27
- Филаментные лампы, установленные в настенный бра
- Светящиеся филаментные лампы в настенном бра